# نادا-كو
نادا-كو (باليابانية: 灘区) هو حي في اليابان، يقع في كوبه، بلغ عدد سكانه 136,968 نسمة وذلك حسب إحصائيات سنة 2017، تبلغ مساحته 32.40 كيلومتر مربع.

## أعلام
- إريكا تودا